# Pay to play
A expressão inglesa pay to play (às vezes, também pay for play; em português: 'pague para jogar'), abreviadamente P2P, aplica-se a uma série de situações em que se dá dinheiro em troca de serviços ou privilégios para participar de certas atividades. O denominador comum de todas as formas de pay to play é a obrigatoriedade de pagamento para "entrar no jogo", sendo frequente a analogia com os esportes.

## Em jogos eletrônicos
A expressão se aplica, por exemplo, a jogos do tipo MMORPGs, nos quais é necessário pagar créditos, mensalidades ou uma assinatura para poder jogar. Um exemplo de  pay to play é o jogo World of Warcraft. Alguns jogos pay to play online  também combinam elementos do free-to-play (gratuitos). Alguns optam por dois servidores - um pago e outro gratuito; também pode haver um "Item Mall", com lojas que vendem itens especiais para os jogos.

## Em política
Em política, pay to play refere-se à prática de pagar uma determinada quantia em dinheiro ("jabá" ou "jabaculê") para se tornar um player, ou seja, um participante do jogo político.
Geralmente, o pagador (indivíduo ou organização) faz doações de campanha a políticos ou a partidos e recebe benefícios de natureza política ou pecuniária, tais como a obtenção de contratos governamentais sem licitação, possibilidade de influenciar a legislação,  nomeação para cargos públicos, acesso privilegiado a pessoas ou informações e outros favores. Mais raramente,  as doações podem ser feitas a  entidades sem fins lucrativos ou a membros da família de uma autoridade.